# PlayStation Network
PlayStation Network（簡稱PSN）是索尼互動娛樂提供的数字媒体娱乐服务。PSN推出于2006年11月，最初为PlayStation系列游戏机专用，之后扩展到手机、平板电脑、蓝光播放器和电视。截至2020年12月，拥有约1.14亿活跃用户。

## 歷史
2006年3月，索尼電腦娛樂宣布推出供PlayStation 3使用的网络服务，暂定名「PlayStation Network Platform」。在同年东京电玩展上公布了正式名称PlayStation Network及详细内容。
2010年6月，索尼推出付费订阅服务PlayStation Plus，提供免费游戏、独家内容、商店折扣、提前试玩等权益。
2012年2月8日，索尼推出索尼娛樂網絡（Sony Entertainment Network），将PSN包含在内。2015年改以PlayStation Network为整个网络媒体服务平台统称，并以「PlayStation」为其中服务的统一前缀。
2012年7月，索尼電腦娛樂收购云游戏服务商Gaikai，之后又收购了其竞争对手OnLive的专利。2014年，索尼推出云游戏服务PlayStation Now。
2018年12月19日，索尼互動娛樂韩国宣布将于2019年4月1日把原由其代营的PSN在韩国的服务转交至位于日本的Sony Interactive Entertainment Inc.直接运营。2019年2月27日，索尼互動娛樂香港有限公司宣布也将于同年4月1日把原由其代营的PSN在亚洲部分国家和地区的服务转交SIE Inc.直接运营。
2019年4月11日，PSN正式推出更改线上ID功能。
2022年5月23日，付费订阅服务PlayStation Plus的会员订阅收费方式由过去的单一级别和定价改为3种会员级别及定价。

## PlayStation Store
PlayStation Store是PSN中的数字媒体商店，提供包括数字版游戏、DLC、游戏试玩版、主题背景、音乐、影视在内的一系列付费及免费内容。

## PlayStation Plus
PlayStation Plus（简称PS Plus）是一种按月付费的订阅服务，付费后将享有更多普通会员所不具备的权利：
- 免费游戏及内容
- 额外折扣优惠
- 额外游戏试玩
- 部分游戏优先购买权
- 在线游戏存档资料备份（100GB空间）
- 自动下载与奖杯自动同步功能

### 每月免費遊戲
Plus會員每月可免費下載數款遊戲，每月初會更新一批新遊戲，只要在期限之內領取便能無限次數下載遊玩，一旦錯過領取期限便無法取得當月遊戲。值得注意的是，只有在擁有Plus會員資格的期間才能下載領取過的遊戲，如果失去會員資格，之前領取過的遊戲將會被封鎖而無法下載，不過只要再次成為Plus會員便能解除下載限制。此外不同PSN地區的每月免費遊戲不一定會相同。
索尼互動娛樂宣布，自2019年3月開始Plus免費遊戲陣容將不會再添加新的PlayStation 3與PlayStation Vita版遊戲。

## PlayStation Now
PlayStation Now是索尼于2014年推出的云游戏服务。

## PlayStation App
PlayStation App是索尼推出的Android和iOS应用程序，用户可使用它连接PlayStation Network。

## 娱乐服务
PlayStation Network提供网络电视服务PlayStation Vue、影视点播服务PlayStation Video和音乐串流服务PlayStation Music（与Spotify合作）。

## 奖杯
獎盃（Trophies）是一個用於紀錄玩家遊戲成就的系統，獎盃分爲4种不同類型：銅獎杯（Bronze）、銀獎杯（Silver）、金獎杯（Gold）以及白金獎杯（Platinum）。獎杯的獲取方式为玩家在遊戲中完成特定的事件（如過關或者消滅指定數目的敵人等）或者達到遊戲中的目的（如達成一定等級排名等），当玩家解锁所有其它奖杯后（不包括DLC内容新增的奖杯），就会获得白金奖杯。部分规模较小的游戏没有白金奖杯。

### 奖杯卡
奖杯卡（官方版名为Portable ID）是用于展示玩家获得奖杯总数及最近获得奖杯等内容的信息图片，玩家可在PSN网站生成固定链接的Portable ID，以便在论坛签名等处使用。除PSN提供的Portable ID外，还有许多第三方网站提供奖杯卡服务。

## 停止服务

### PlayStation Home
PlayStation Home是PSN內一個社交平台，每個玩家有屬於自己的虛擬分身在Home的虛擬環境內進行社交活動。2015年3月31日後已停止服務。

### PlayStation Mobile
PlayStation Mobile是索尼推出的移动游戏軟體框架，可使游戏同时兼容Android系统、PlayStation Vita和Vita TV。2015年停止服务。

## 负面事件

### 駭客入侵
2011年4月17-19日，PSN受到駭客攻击，迫使索尼于4月20日暂停服务，中断长达23天，影响到7700万注册用户。之后索尼公布发现有用户数据遭到泄露。2011年6月，索尼在恢复服务后推出「欢迎回来」（Welcome Back）补偿计划，允许在4月20日之前注册的用户免费下载PS3和PSP游戏各两个，以及30天的免费PS Plus订阅，服务中断前已订阅的用户则获得60天。

### 受DDoS攻击
2014年12月25日，PSN与Xbox Live同时受到大量DDoS攻击导致服务暂时中断，于26日恢复。2015年1月1日，索尼宣布补偿用户5天免费PS Plus订阅。